# Nagata Maru

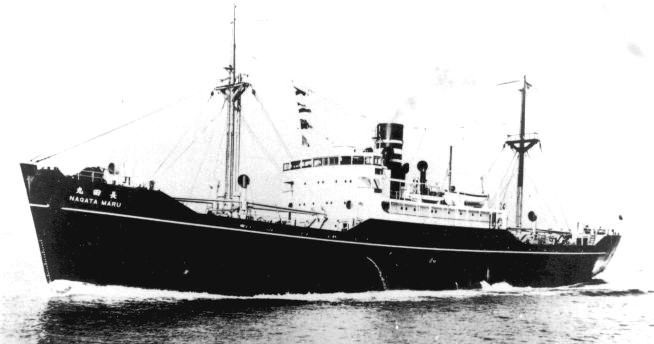
Le Nagata Maru

Le Nagata Maru (長田丸) est un paquebot japonais entré en service en 1937 et appartenant à la Nippon Yusen Kaisha de Tokyo.
Le nom Nagata Maru vient du Nagata-jinja, sanctuaire shinto du district de Nagata à Kōbe, préfecture de Hyōgo.

## Histoire
Nagata maru est le nom de plusieurs navires japonais. En 1900, les chantiers navals Fujinagata achèvent la construction de leur premier navire marchand tout-métal, le Nagata Maru II.

### Liste de navires portant le nomNagata Maru
- Nagata Maru no 1
- Nagata Maru no 2
- Nagata Maru no 3
- Nagata Maru no 4
- Nagata Maru no 5
- Nagata Maru no 6
- Nagata Maru no 7
- Nagata Maru no 8[2]
- Nagata Maru no 9
- Nagata Maru no 10
- Nagata Maru no 11
- Nagata Maru no 12
- Nagata Maru no 13[2]
- Nagata Maru (1937)

### Guerre du Pacifique
En 1939, le Nagata Maru est commandé par la marine impériale japonaise pour servir de  transport de troupes. Au cours de sa carrière de transport de prisonniers de guerre alliés, il fait partie des navires qui portent le surnom de hell ships.
En 1944, le Nagata Maru fait partie d'un convoi de Singapour à Saigon ancré au large du cap Saint-Jacques en Indochine française. Le navire est bombardé et coulé.

## Source
- Ponsonby-Fane, Richard. (1964). Visiting Famous Shrines in Japan. Kyoto: Ponsonby-Fane Memorial Society. OCLC 1030156